# (73399) 2002 LT20
(73399) 2002 LT20 – planetoida z pasa głównego asteroid okrążająca Słońce w ciągu 4,29 lat w średniej odległości 2,64 j.a. Odkryta 6 czerwca 2002 roku.